# Sphaeropsis cordylines
Sphaeropsis cordylines är en svampart som beskrevs av G.F. Laundon 1973. Sphaeropsis cordylines ingår i släktet Sphaeropsis, divisionen sporsäcksvampar och riket svampar.   Inga underarter finns listade i Catalogue of Life.